# Nakatsukasa
Nakatsukasa (中務?   912-991) fue una poetisa waka y noble japonesa de mediados del período Heian. Fue la nieta del Emperador Uda e hija de la poetisa Ise. 

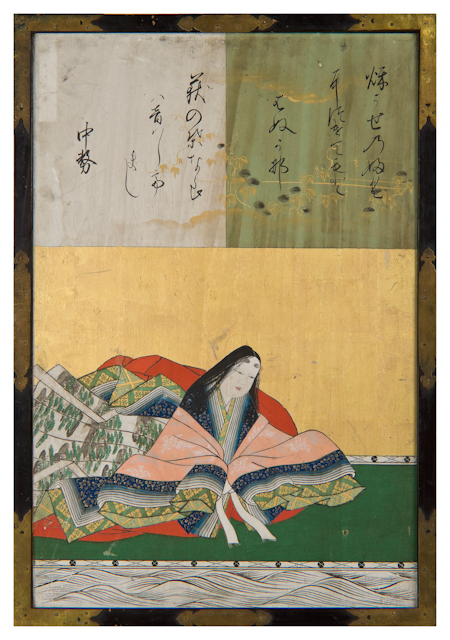
Nakatsukasa

Fue designada miembro del grupo de los treinta y seis poetas inmortales, siendo una de las únicas cinco mujeres dentro del grupo. Estuvo casada con otro de los treinta y seis, Minamoto no Saneakira (源信明).
Algunos de sus poemas están incluidos en la antología de poesía imperial japonesa, Gosen Wakashū (後撰和歌集), publicado en el 951.